# رود تبردا
رود تبردا (انگلیسی: Teberda) یک رودخانه در استان آدیغیه کشور روسیه است.